# Мохито
Мохито (на испански: mojito) е традиционен кубински коктейл, който се приготвя от следните четири съставки: мента, бял ром, зелен лимон (лайм) и газирана вода. Комбинацията от освежаващ цитрус и дъх на мента прикрива силния опияняващ ефект на рома и прави коктейла подходящ за лятото. Приготвя се във висока чаша. По рецепта прилича на ментовия джулеп.

## Съставки и украса
- тръстика
- ром

## Приготвяне
Листата мента се слагат в подходяща чаша, добавя се сок от лайм и захарен сироп. Разбърква се, като се натискат ментовите листа, не трябва да се накъсат, а да ароматизират напитката. Смесва се с рома, газираната вода и леда. Украсява се с парче лимон.
Името е умалително от думата mojo, която означава „африканска магия“.